# Baraeomimus usambaricus
Baraeomimus usambaricus är en skalbaggsart som beskrevs av Stefan von Breuning 1973. Baraeomimus usambaricus ingår i släktet Baraeomimus och familjen långhorningar. Inga underarter finns listade i Catalogue of Life.